# Z会マスターコース
Z会マスターコース（ぜっとかいますたーこーす ）は株式会社Z会が経営する関西圏の教室。1994（平成6）年に開校。大学受験指導の教室である。

## 概要
通信添削が本業であるZ会の教室。言わば「通うZ会」。主に中高一貫の中学生と、高校生を指導している。少人数指導。
少人数体制ならではの利点も多い。たとえば、英語では英作文・自由英作文の添削指導が充実している。また、講師が授業中に一人一人にアドバイスをする場合もある。
テキストは、東大、京大、阪大、神大など難関国公立大学向けのものが多い。基本的事項を体系的に学べるようになっている。
平常授業（＝本科）は主に現役生(中高一貫の中学生と高校生)向け。夕方から夜にかけての時間に授業がある。講習は数日単位で開催される。
2011年6月時点で、梅田教室・上本町教室・京都教室・神戸教室・西宮北口教室の5つの教室で指導を行っている。ライブの授業のほか、個別指導や映像授業も開講されている。